# Patrick Gaillard
Patrick Gaillard (Párizs, 1952. február 12. –) francia autóversenyző.

## Pályafutása
1978-ban harmadikként zárt az európai formula–3-as bajnokságban. 1979-ben és 1980-ban az európai formula–2-es sorozat több futamán is részt vett.
Az 1979-es Formula–1-es világbajnokság öt versenyén szerepelt. Mindössze két alkalommal tudta magát kvalifikálni a futamra is. A brit nagydíjon tizenharmadik lett, míg az osztrák futamon nem ért célba.
Patrick 1980 és 1985 között négy alkalommal indult a Le Mans-i 24 órás autóversenyen.

## Eredményei

### Teljes Formula–1-es eredménylistája
(Táblázat értelmezése)

(Félkövér: pole-pozícióból indult; dőlt: leggyorsabb kört futott) 

| Év   | Csapat      | Modell      | Motor       | 1   | 2   | 3   | 4   | 5   | 6   | 7   | 8      | 9      | 10     | 11     | 12     | 13  | 14  | 15  | Helyezés | Pont |
| ---- | ----------- | ----------- | ----------- | --- | --- | --- | --- | --- | --- | --- | ------ | ------ | ------ | ------ | ------ | --- | --- | --- | -------- | ---- |
| 1979 | Team Ensign | Ensign N179 | Cosworth V8 | ARG | BRA | RSA | USW | ESP | BEL | MON | FRA Nk | GBR 13 | GER Nk | AUT Ki | NED Nk | ITA | CAN | USA | -        | 0    |

### Le Mans-i 24 órás autóverseny
| Év   | Csapat                 | Autó       | Csapattárs        | Csapattárs        | Helyezés | Kiesés oka  |
| ---- | ---------------------- | ---------- | ----------------- | ----------------- | -------- | ----------- |
| 1980 | André Chevalley Racing | ACR 80     | François Trisconi | André Chevalley   | Kiesett  |             |
| 1981 | André Chevalley Racing | ACR 80B    | Bruno Sotty       | André Chevalley   | Kiesett  | Kuplunghiba |
| 1983 | Porsche Kremer Racing  | Kremer CK5 | Derek Warwick     | Frank Jelinski    | Kiesett  |             |
| 1985 | WM Peugeot             | WM P83B    | Pascal Pessiot    | Dominique Fornage | Kiesett  | Kizárás     |